# Врождённая атрофия микроворсин
Врождённая атрофия микроворсин (или синдром включения микроворсин) — редкое генетическое заболевание тонкого кишечника человека, наследуемое по аутосомно-рецессивному типу.

## Клиническая картина
Основное проявление болезни — тяжелая диарея, возникающая в первые дни жизни младенца. Диарея приводит к метаболическому ацидозу и тяжелой дегидратации. Беременность и роды обычно протекают нормально.

## Патофизиология
Заболевание вызвано врожденной атрофией апикальных микроворсинок и внутриклеточным накоплением апикальных ферментов в клетках эпителия тонкого кишечника.

## Диагностика
Обнаружена связь врождённой атрофии микроворсин с геном MYO5B, поэтому при пренатальном скрининге может быть оценена вероятность развития заболевания у ребёнка
. Диагностика обычно производится путем биопсии тонкого кишечника.

### Биопсия
При исследовании под световым микроскопом проявления заболевания похожи на проявления целиакии, однако обычно не наблюдается характерной для целиакии лимфоцитарной инфильтрации в эпителий, и положителен анализ на раково-эмбриональный антиген. Окончательный диагноз позволяет поставить исследование под электронным микроскопом.

## Дифференциальный диагноз
Дифференциальный диагноз хронической и трудноизлечимой диареи:
- Дисплазия эпителия кишечника
- Синдромальная диарея
- Аутоиммунная энтеропатия

## Лечение
Парентеральное питание. Пересадка тонкого кишечника. Без лечения заболевание обычно смертельно.

## Распространённость
Заболевание считается крайне редким. В Европе было выявлено около 200 случаев.

## История
Врождённая атрофия микроворсин впервые была описана в 1978 году Davidson et al. Первоначально заболевание было описано как семейная энтеропатия.